# Federazione di rugby a 15 della Moldavia
La Federazione Rugby XV della Moldavia (in rumeno: Federatia de Rugby din Moldova) è l'organo che governa il Rugby a 15 in Moldavia.
Affiliata alla World Rugby, è inclusa fra le nazionali di terzo livello senza esperienze di Coppa del Mondo.